# Moritomo Gakuen
Moritomo Gakuen (学校法人森友学園, gakkō hōjin Moritomo Gakuen) est une entreprise japonaise spécialisée dans l'enseignement. Elle est liée à un scandale politique touchant le Premier ministre Shinzō Abe en 2017 et 2018, son épouse Akie Abe ayant accepté d’être la proviseure honoraire d'une école primaire du groupe. L'entreprise est connue pour son orientation nationaliste.
Dans ses écoles, Moritomo Gakuen fait réciter le rescrit impérial sur l’éducation et dit offrir une éducation shintoiste.
Yasunori Kagoike, président de Moritomo Gakuen, est membre de la Nippon Kaigi,.

## Affaire de l'achat de terrain
L'entreprise a acquis à un tarif nettement inférieur aux prix du marché un ancien terrain industriel vendu par l’État, près de l’aéroport international d'Osaka (situé à Toyonaka). Une école primaire aurait dû être ouverte sur ce terrain ; plusieurs noms ont été utilisés pour appeler ce nouvel établissement : École primaire Shinzo Abe, École primaire Kaisei, Mizuho no kuni kinen shogakuin. La controverse sur cet achat a fait baisser la popularité de Shinzo Abe dans les sondages. Elle touche aussi la ministre de la Défense Tomomi Inada, ainsi qu'Ichiro Matsui, le gouverneur de la Préfecture d'Osaka, et d'autres personnalités politiques locales du Parti Libéral Démocrate et de Nippon Ishin.
Le 23 mars 2017, Yasunori Kagoike déclare sous serment avoir reçu un don d'un million de yens (8 000 euros) d'Akie Abe, l'épouse de Shinzo Abe, le 5 septembre 2015, pour aider à financer cette école. Ce don a été démenti par Shinzo Abe.
Le 22 novembre 2017, un rapport de la Cour des Comptes japonaise (en) a critiqué le ministère des Transports pour avoir exagéré le montant des compensations à donner à Moritomo Gakuen pour nettoyer le terrain de Toyonaka, ainsi que pour ne pas avoir archivé correctement les documents de cette transaction. Des fonctionnaires du ministère ont par la suite admis avoir accepté et utilisé les données fournies par Moritomo Gakuen sans les avoir vérifiées. En avril 2018, il a été révélé qu'ils avaient obéi à une demande du ministère des Finances. L'entreprise responsable de l’évaluation des frais dit avoir subi des pressions de la part de l’école, mais aussi de l'antenne régionale du Kinki du ministère des Finances afin de falsifier à la hausse son devis,. Dans le cadre de cette affaire, le ministère des Finances a aussi été critiqué au parlement pour sa gestion des archives et son manque de transparence,.
En mars 2018, après que l'opposition parlementaire a fait part de ses soupçons de falsification de documents par des fonctionnaires du ministère des Finances, le ministère a admis que des documents falsifiés avaient été produits devant le parlement : les noms d'Akie Abe, Takeo Hiranuma, Taro Aso, Kunio Hatoyama, Yoshitada Konoike, Issei Kitagawa (en) et les mentions d'interventions d'hommes politiques pour faire baisser le prix du terrain avaient été effacés, de même que l'appartenance du directeur de l’école à la Nippon Kaigi, afin de masquer le caractère politique de la transaction. Akagi Toshio, un fonctionnaire du ministère des Finances, s'est suicidé en mars 2018 après avoir écrit un message expliquant qu'il craignait devoir porter seul la responsabilité de ces faux alors qu'il avait reçu des ordres de ses supérieurs pour les rédiger. Taro Aso attribue les changements au directeur de l’agence des impôts, Nobuhisa Sagawa, qui les aurait faits pour que le contenu des écrits ne contredise pas ses affirmations face au Parlement. M. Sagawa démissionne le 9 mars. En avril 2018, le directeur-général du ministère des Finances a admis qu'un fonctionnaire du ministère avait contacté Moritomo Gakuen pour que l'entreprise produise un faux témoignage après la révélation du scandale. En novembre 2020, une commission parlementaire a établi que des représentants du gouvernement et des ministères concernés avaient donné des réponses erronées, consciemment ou inconsciemment, à 139 occasions lors de discussions au parlement sur la vente du terrain. En juin 2021, le dossier constitué par Akagi avant son suicide est rendu public; cela apporte la preuve qu'il a reçu depuis Tokyo l'ordre de falsifier des documents publics, en particulier d'effacer les mentions du nom d'Akie Abe, l’épouse de Shinzo Abe.
Lors d'un sondage d'opinion en juillet 2018, 61 % des personnes interrogées estiment que Shinzo Abe est responsable du scandale de Moritomo Gakuen.
En décembre 2018, un ancien journaliste de la chaîne de télévision nationale NHK a publié un livre dans lequel il affirme que NHK a censuré plusieurs de ses reportages sur cette affaire par crainte de déplaire à Shinzo Abe. NHK a démenti ces accusations.
Le procès des époux Kagoike commence le 6 mars 2019.
Le 15 mars 2019, le "Comité d'inspection des poursuites judiciaires" d'Osaka, constitué d'un panel indépendant de citoyens, a recommandé qu'une enquête soit menée au sujet des falsifications de documents officiels réalisées au ministère des Finances. Toutefois, le 9 août 2019, les enquêteurs du Bureau du procureur d'Osaka ont annoncé qu'ils manquaient de preuves pour inculper les fonctionnaires du ministère des Finances mêlés à cette affaire et qu'ils arrêtaient l’enquête, tout en reconnaissant que des documents publics avaient bien été falsifiés.
En mai 2019, le tribunal d'Osaka a condamné à une amende le gouvernement japonais pour ne pas avoir révélé le prix d'achat du terrain lorsqu’un conseiller communal de Toyonaka en avait fait la demande en septembre 2016. La cour d'appel a confirmé ce jugement en décembre 2019, en ajoutant que le gouvernement devait aussi rendre publique la motivation du prix très bas demandé pour le terrain par rapport aux prix pratiqués par le marché.
En mars 2020, la veuve de Toshio Akagi a intenté un procès contre le gouvernement japonais et contre Nobuhisa Sagawa; à cette occasion, des notes de l'ancien fonctionnaire à propos de la falsification de documents ont été publiées. Le 15 décembre 2021, à la surprise générale, le gouvernement japonais reconnaît ses torts et va payer 100 millions de yens comme compensation. Des éditoriaux sont publiés dans plusieurs journaux qui voient en cette reconnaissance une manœuvre pour arrêter la divulgation de nouveaux documents et empêcher une meilleure compréhension de l'affaire. En novembre 2022, le tribunal d'Osaka juge que Nobuhisa Sagawa est moralement responsable du suicide de Toshio Akagi mais que seul l’État peut être tenu responsable des actions illégales d'un fonctionnaire. Le procès se termine donc par un non-lieu.
En janvier 2025, la cour d'appel d'Osaka juge que le gouvernement devrait déclassifier les documents concernant la falsification des documents officiels liés à cette affaire. 

## Autres scandales
Des propos racistes ont été tenus dans des publications d'une des écoles du groupe,.
Une enquête a été ouverte en 2017 à la suite de soupçons de fraude aux subsides octroyés par la Préfecture d'Osaka. La ville d'Osaka a aussi porté plainte en 2017 pour détournement de subsides d'aide aux enfants handicapés,. Yasunori Kagoike et son épouse Yuko ont passé près de 10 mois en détention préventive dans le cadre de l’enquête.

## Faillite
Dans le cadre de la faillite de Moritomo Gakuen, la maison de Yasunori Kagoike a été saisie pour être vendue aux enchères en 2018.

## Procès
Le procès des époux Kagoike s'est ouvert à Osaka le 6 mars 2019. Ils sont accusés d'obtention frauduleuse de subsides publics, mais affirment leur innocence.
Le 19 février 2020, Yasunori Kagoike a été condamné à cinq ans de prison pour obtention illégale de subsides gouvernementaux (56, 4 millions du gouvernement japonais et 120 millions de la ville et de la préfecture d'Osaka), tandis que son épouse a été condamnée à trois ans de prison avec sursis, et jugée innocente dans l'affaire des subsides locaux. Après son appel, Yasunori Kagoike est de nouveau directeur de l’école depuis mars 2022.
Le 10 janvier 2023, la cour de cassation rejette définitivement l'appel des époux Kagoike : Yasunori Kagoike, 69 ans, est condamné à cinq ans de prison, et son épouse Junko, 66 ans, à deux ans et six mois, selon la décision de la cour d'appel d'Osaka en avril 2022 qui l'avait reconnue aussi coupable  dans l'affaire des subsides locaux.

## Politique
En septembre 2021, lors de la campagne pour l’élection du président du Parti libéral-démocrate, potentiel futur Premier ministre, la candidate Seiko Noda a déclaré qu'il était nécessaire de rouvrir l’enquête sur les interférences politiques dans la vente d'un terrain public afin d’éviter toute récurrence; les trois autres candidats ne voient pas la nécessité d'une nouvelle enquête.